# Перитон (астрономия)
В радиоастрономии перитонами называют короткие (длиной в несколько миллисекунд) радиосигналы, созданные человеком, но напоминающие сигналы космического происхождения — быстрые радиовсплески (БРВ). Перитон отличается от обычной радиочастотной помехи тем, что это импульсный сигнал с уменьшающейся частотой и длиной от нескольких до десяти миллисекунд. Первый такой сигнал был обнаружен в 2007 году при обработке данных, полученных в 2001 году радиотелескопом обсерватории Паркса. Как выяснилось впоследствии, сигнал был вызван открыванием дверцы находящейся в здании обсерватории микроволновой печи до срабатывания её таймера.

## Название
Так как необычный сигнал был создан человеком, но напоминал природное явление, в 2011 году астрофизики предложили назвать его именем описанного в «Книге вымышленных существ» Борхеса мифического крылатого оленя перитона, отбрасывающего человеческую тень.

## Открытие
Перитоны наблюдались в обсерваториях Паркса и Блайена. После открытия первого БРВ в 2007 году учёные изучили старые записи радиотелескопов в поисках похожих сигналов. Были найдены 16 сигналов, которые, как казалось, исходили из всей области неба, наблюдаемой радиотелескопом. Невозможность определить направление сигнала навели астрофизиков на мысль, что сигналы имеют земное происхождение и созданы человеком. В данных, собранных с 1998 по 2015 обсерваторией Паркса было найдено 46 перитонов, причём 23 июня 1998 года в течение 7 минут было зарегистрировано 16 таких сигналов. В январе 2015 года в той же обсерватории Паркса было найдено ещё 3 перитона. Всего к 2015 году в научных публикациях было упомянуто 25 перитонов.

## Происхождение перитонов

### Поиск источников перитонов
Считается наиболее вероятным, что источники БРВ находятся за пределами нашей Галактики. Перитоны воспроизводят некоторые их особенности, но учёные быстро исключили возможность космического происхождения этих сигналов. Для исследования радиосигналов в декабре 2014 года Государственное объединение научных и прикладных исследований Австралии установило вблизи радиотелескопа Паркса монитор электромагнитных помех. Такая форма мониторинга стала применяться по мере того, как вблизи радиотелескопов стали чаще работать излучающие радиоволны устройства (мобильные телефоны, Wi-Fi устройства и т. д.). С помощью мониторов помех были получены новые данные, которые были неизвестны для первых открытых перитонов. Выяснилось, что каждый перитон сопровождался радиоизлучением с частотой 2,5 ГГц, источник которого находился вне зоны видимости радиотелескопа. Гипотезы о возможном происхождении перитонов допускали, что их источниками могут быть:
- сигналы от воздушных судов
- вспышки в ионосфере
- молнии
- солнечные вспышки
- гамма-всплески земного происхождения[англ.]
- узкие биполярные импульсы[англ.] (электрические разряды мощностью в несколько сотен гигаватт между находящимися на большой высоте облаками).

### Источник перитонов
В 2015 году обнаружилось, что перитоны были вызваны преждевременным открыванием дверцы микроволновой печи в одном из помещений обсерватории Паркса. 17 марта 2015 года удалось воспроизвести 3 перитона, экспериментируя с нагреванием в микроволновой печи керамических сосудов с водой и открывая печь до того, как она перестанет работать. В ходе прекращении работы магнетрона печь генерировала радиоимпульс переменной частоты, напоминающий БРВ. Причиной большей части перитонов оказались две печи компании Matsushita, работающие в обсерватории более 27 лет. Выяснилось, что если дверца печи открывалась до того, как срабатывал таймер выключения, то с вероятностью около 50 % генерировался перитон.